# Disque magnéto-optique
Pour les articles homonymes, voir Disque et MO.

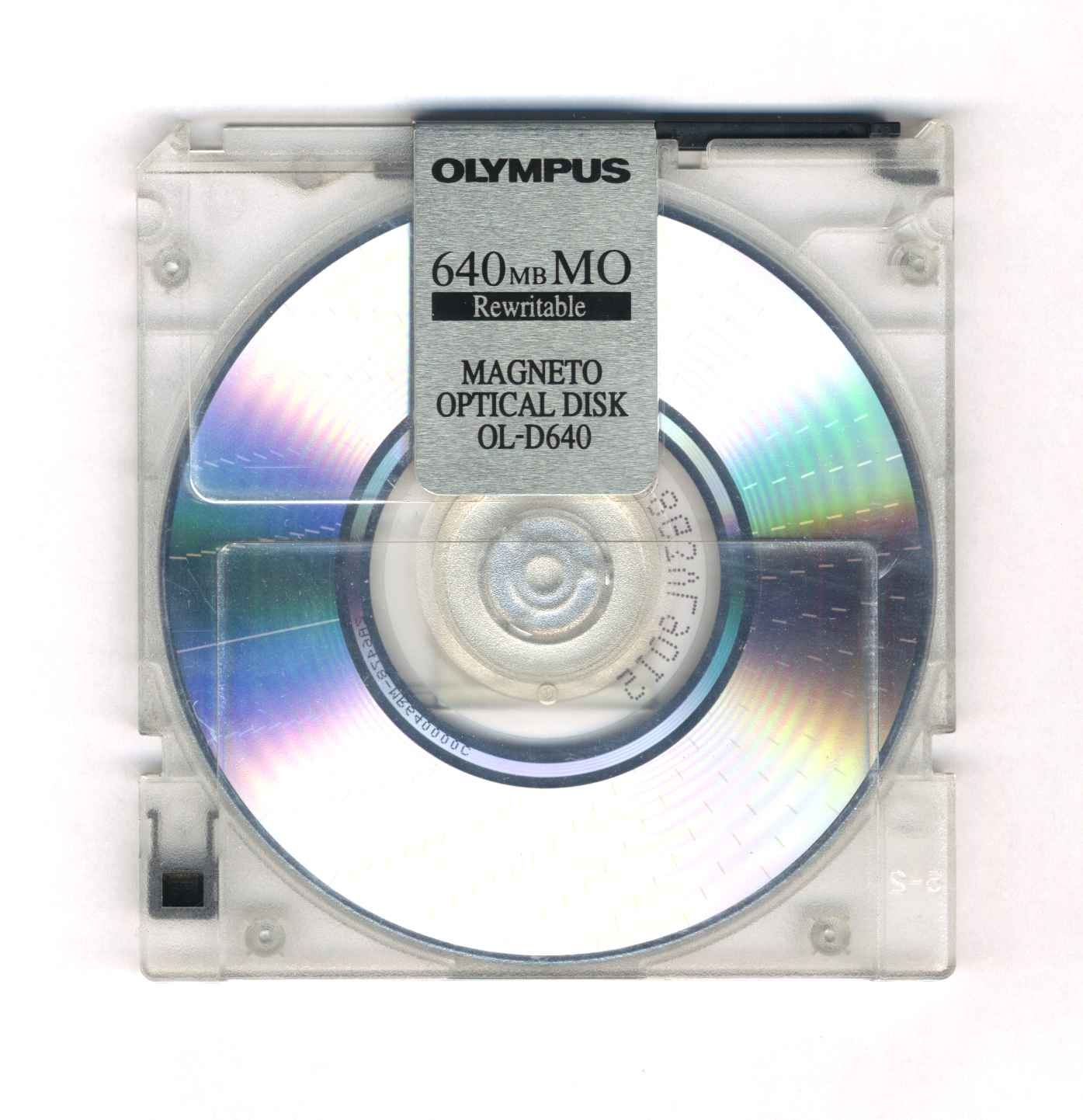
Un support magnéto-optique informatique

Le disque magnéto-optique (MO) est un support mémoire de masse qui emploie une combinaison des technologies optiques et magnétiques. Cette technologie, commercialisée à partir de 1985, assure une grande fiabilité. La lecture est purement optique, et, selon la polarisation magnétique de chaque point élémentaire de la surface, c'est un 1 ou un 0 qui est lu. Pour écrire chaque bit, en revanche, le laser du lecteur chauffe le point concerné tandis qu'un champ magnétique lui est appliqué pour le polariser dans un sens (0) ou dans l'autre (1). Le Minidisc de Sony en est un exemple répandu.
L'avantage principal de cette technologie face à son concurrent purement magnétique est que les supports magnéto-optiques sont insensibles aux perturbations électro-magnétiques (du fait qu'il est nécessaire de chauffer le support pour modifier la polarité). Ainsi, passer un aimant sur un support magnéto-optique en conditions normales n'altèrera pas les données, alors que, sur un support magnétique (cassette audio, cassette vidéo, disquette, carte de crédit), les données seraient endommagées.
La durée d'archivage des données, si les supports sont conservés à une température stable, peut aller jusqu’à 30 ans.